# 음부신경관
음부신경관(pudendal canal)은 속음부동맥, 속음부정맥, 음부신경이 통과하는 골반의 해부학적 구조이다.

## 구조
음부신경관은 폐쇄근막이라고도 불리는 속폐쇄근의 근막에 의해 형성된다.
음부신경관으로 다음과 같은 구조물들이 지나간다.
- 속음부동맥
- 속음부정맥
- 음부신경[1]

이 속음부혈관과 음부신경은 속폐쇄근의 골반 쪽 표면을 가로지른다.

## 임상적 중요성
음부신경 포착은 음부신경이 음부신경관을 통과하는 도중 압박을 받을 때 발생할 수 있다.

## 역사
음부신경관은 아일랜드의 해부학자인 벤저민 올콕의 이름을 따서 올콕관(Alcock's canal)이라고도 한다.

## 추가 이미지

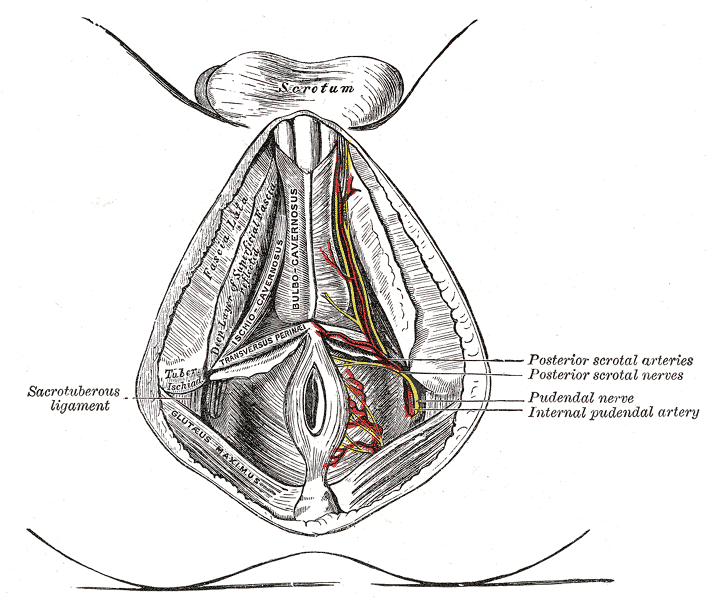
속음부동맥의 얕은 부분 가지. 음부신경관은 표시되어 있지 않지만 오른쪽 하단에 음부신경과 속음부동맥이 표시되어 있다.

## 참고 문헌
이 문서는 현재 퍼블릭 도메인에 속하는 그레이 해부학 제20판(1918) page 421의 내용을 기초로 작성된 글이 포함되어 있습니다.
1. 1 2  〈Chapter 36 - Anorectal pain〉, 《Clinical and Basic Neurogastroenterology and Motility》 (영어), Academic Press, 505-515쪽
2. ↑  Standring, Susan (2016). 《Gray's anatomy : the anatomical basis of clinical practice》 41판. [Philadelphia]. 87쪽. ISBN 9780702052309.